# مانويل خيمينيز خيمينيز
مانويل خيمينيز خيمينيز (بالإسبانية: Manuel Jiménez Jiménez)‏ (مواليد 21 يناير 1964 في أراهال - إسبانيا) لاعب كرة قدم إسباني معتزل كان يجيد اللعب في مركز الظهير الأيسر وحاليا مدرب نادي الريان القطري.

## وصلات خارجية
- مانويل خيمينيز خيمينيز على موقع الاتحاد الدولي (مؤرشف)  (الإنجليزية)
- مانويل خيمينيز خيمينيز على موقع قاعدة بيانات كرة القدم.إي يو (الإنجليزية)
- مانويل خيمينيز خيمينيز على موقع قاعدة بيانات كرة القدم.إي يو (الإنجليزية)
- مانويل خيمينيز خيمينيز على موقع ناشيونال فوتبول تيمز (الإنجليزية)
- مانويل خيمينيز خيمينيز على موقع Soccerway.com (الإنجليزية)
- مانويل خيمينيز خيمينيز على موقع عالم كرة القدم.نت (الإنجليزية)